# يوهان جورج راوش
يوهان جورج راوش (الألمانية السويسرية الموحدة: Johann Georg Rauch) هو سياسي سويسري، ولد في 18 يونيو 1789 في ديزنهوفن في سويسرا، وتوفي في 6 مارس 1851 في فين في سويسرا. انتخب عضو المجلس الوطني السويسري.